# Sigrid Wolf
Sigrid Wolf (ur. 14 lutego 1964 w Breitenwang) – austriacka narciarka alpejska, mistrzyni olimpijska i wicemistrzyni świata.

## Kariera
Pierwszy sukces na arenie międzynarodowej Sigrid Wolf osiągnęła 18 grudnia 1981 roku, kiedy zadebiutowała w zawodach Pucharu Świata. Zajęła tam trzecie miejsce w biegu zjazdowym, tym samym już w debiucie zdobyła pierwsze pucharowe punkty. W zawodach tych wyprzedziły ją jedynie Francuzka Marie-Cécile Gros-Gaudenier oraz Doris de Agostini ze Szwajcarii. W kolejnych latach wielokrotnie stawała na podium, odnosząc przy tym łącznie pięć zwycięstw: 13 i 14 marca 1987 roku w Vail wygrywała zjazdy, a 28 listopada 1987 roku w Sestriere, 26 lutego 1989 roku w Steamboat Springs oraz 27 stycznia 1990 roku w Santa Caterina triumfowała w supergigantach. Ostatni raz w najlepszej trójce znalazła się 9 grudnia 1990 roku w Altenmarkt, gdzie była druga w supergigancie. Najlepsze wyniki osiągnęła w sezonie 1989/1990, kiedy zajęła dziewiąte miejsce w klasyfikacji generalnej, a w klasyfikacji supergiganta była trzecia za Carole Merle z Francji i Michaelą Gerg z RFN. Austriaczka była ponadto druga za Carole Merle w klasyfikacji supergiganta w sezonie 1988/1989, jednak w klasyfikacji generalnej zajęła tym razem dziesiąte miejsce.
W 1982 roku wystartowała na mistrzostwach świata juniorów w Auron, gdzie jej najlepszym wynikiem było piąte miejsce w kombinacji. Sześć lat później wzięła udział w igrzyskach olimpijskich w Calgary, zdobywając złoty medal w supergigancie. Był to debiut supergiganta w programie olimpijskim, wobec czego Wolf została pierwszą w historii mistrzynią olimpijską w tej konkurencji. Na tych samych igrzyskach wystąpiła również w zjeździe i gigancie, jednak obu konkurencji nie ukończyła. Podczas rozgrywanych rok później mistrzostw świata w Vail zdobyła srebrny medal w supergigancie. Rozdzieliła tam na podium swą rodaczkę Ulrike Maier oraz Michaelę Gerg. Trzy czołowe zawodniczki tych zawodów dzieliło zaledwie 0,04 sekundy: Wolf do zwyciężczyni straciła 0,03 sekundy, a jej przewaga nad brązową medalistką wyniosła 0,01 sekundy. Austriaczka była też między innymi czwarta w zjeździe na mistrzostwach świata w Bormio w 1985 roku. Walkę o podium przegrała tam z Ariane Ehrat ze Szwajcarii i Austriaczką Kathariną Gutensohn o 0,01 sekundy. W 1990 roku zakończyła karierę z powodu kontuzji kolana.
Wielokrotnie zdobywała medale mistrzostw kraju, w tym złote w gigancie oraz supergigancie w 1987 roku. W latach 1987 i 1988 była wybierana sportsmenką roku w Austrii. Ponadto w 1996 roku otrzymała Odznakę Honorową za Zasługi dla Republiki Austrii.

## Osiągnięcia

### Igrzyska olimpijskie
| Miejsce | Dzień     | Rok  | Miejscowość | Konkurencja | Czas biegu | Strata | Zwyciężczyni    |
| ------- | --------- | ---- | ----------- | ----------- | ---------- | ------ | --------------- |
| DNF     | 19 lutego | 1988 | Calgary     | Zjazd       | 1:25,86    | -      | Marina Kiehl    |
| 1.      | 22 lutego | 1988 | Calgary     | Supergigant | 1:19,03    | -      | -               |
| DNF     | 24 lutego | 1988 | Calgary     | Gigant      | 2:06,49    | -      | Vreni Schneider |

### Mistrzostwa świata
| Miejsce | Dzień    | Rok  | Miejscowość   | Konkurencja | Czas biegu | Strata     | Zwyciężczyni    |
| ------- | -------- | ---- | ------------- | ----------- | ---------- | ---------- | --------------- |
| 4.      | 3 lutego | 1985 | Bormio        | Zjazd       | 1:26,96    | +1,62      | Michela Figini  |
| 19.     | 4 lutego | 1985 | Bormio        | Kombinacja  | 18,72 pkt  | +92,05 pkt | Erika Hess      |
| 15.     | 1 lutego | 1987 | Crans-Montana | Zjazd       | 1:43,80    | +2,67      | Maria Walliser  |
| 7.      | 3 lutego | 1987 | Crans-Montana | Supergigant | 1:19,17    | +2,22      | Maria Walliser  |
| DNF2    | 5 lutego | 1987 | Crans-Montana | Gigant      | 2:21,22    | -          | Vreni Schneider |
| 28.     | 5 lutego | 1989 | Vail          | Zjazd       | 1:46,50    | +3,78      | Maria Walliser  |
| 2.      | 8 lutego | 1989 | Vail          | Supergigant | 1:19,46    | +0,03      | Ulrike Maier    |

### Mistrzostwa świata juniorów
| Miejsce | Dzień   | Rok  | Miejscowość | Konkurencja | Czas biegu | Strata | Zwyciężczyni      |
| ------- | ------- | ---- | ----------- | ----------- | ---------- | ------ | ----------------- |
| 6.      | 4 marca | 1982 | Auron       | Zjazd       | 1:40,53    | +1,31  | Catherine Quittet |
| 10.     | 5 marca | 1982 | Auron       | Gigant      | 2:35,82    | +5,22  | Michaela Gerg     |
| 21.     | 6 marca | 1982 | Auron       | Slalom      | 1:18,95    | +4,60  | Andreja Leskovšek |
| 5.      | 7 marca | 1982 | Auron       | Kombinacja  | ?          | ?      | Paola Magoni      |

### Puchar Świata

#### Miejsca w klasyfikacji generalnej
- sezon 1981/1982: 39.
- sezon 1982/1983: 49.
- sezon 1983/1984: 68.
- sezon 1984/1985: 47.
- sezon 1985/1986: 16.
- sezon 1986/1987: 9.
- sezon 1987/1988: 10.
- sezon 1988/1989: 10.
- sezon 1989/1990: 9.
- sezon 1990/1991: 34.

#### Miejsca na podium
1. Saalbach-Hinterglemm – 18 grudnia 1981 (zjazd) – 3. miejsce
2. Vail – 13 marca 1987 (zjazd) – 1. miejsce
3. Vail – 14 marca 1987 (zjazd) – 1. miejsce
4. Vail – 15 marca 1987 (supergigant) – 2. miejsce
5. Vail – 15 marca 1987 (supergigant) – 3. miejsce
6. Sestriere – 28 listopada 1987 (supergigant) – 1. miejsce
7. Leukerbad – 11 grudnia 1987 (zjazd) – 2. miejsce
8. Grindelwald – 14 stycznia 1989 (supergigant) – 3. miejsce
9. Tignes – 20 stycznia 1989 (supergigant) – 3. miejsce
10. Steamboat Springs – 26 lutego 1989 (supergigant) – 1. miejsce
11. Vail – 2 grudnia 1989 (supergigant) – 2. miejsce
12. Santa Caterina – 27 stycznia 1990 (supergigant) – 1. miejsce
13. Altenmarkt – 9 grudnia 1990 (supergigant) – 2. miejsce